# Bjelajsko polje
Bjelajsko polje je do početka 20. stoljeća bio naziv za malo krško polje u sjeverozapadnom dijelu BiH, između planina Grmeč, Klekovača i Osječenica. Izduženog je oblika i dinarskog pravca pružanja. Polje je dugo oko 35 km. Leži na nadmorskoj visini od 570 do 670 metara. Ime je dobilo po selu Bjelaj u općini Bosanski Petrovac. Kad su geografi počeli izučavati geomorfologiju i hidrologiju polja, a priključili im se arheolozi sa svojim istraživanjima, počeli su ga nazivati Petrovačko polje, po najvećem naselju u polju. Naziv Bjelajsko polje se zadržao za zapadni dio polja, uz naselja Bjelaj i Vođenica, koje je samo jedno od 11 manjih polja Petrovačkog polja.
Na dnu valovitog polja nalaze se mnogobrojne vrtače. 
U Bjelajskom polju ima nekoliko manjih izvora, ali pravih vodotoka nema. Potok Vođenica je nastao od nekoliko manjih izvora na Grmeču, teče kroz istoimeno selo i dopire do ruba polja samo za većih padavina. U Bjelaju su dva izvora čije vode veoma brzo poniru. Sve te vode podzemnim putem, ispod Osječenice odlaze u Unac
Kroz Bjelajsko polje je prolazio stari put Ključ - Bosanski Petrovac - Bihać, dio velikog (turskog) puta koji je povezivao Sarajevo i Travnik, preko Jajca s krajnjim sjeverozapadnim dijelom Bosne. Danas je to moderna prometnica koja nosi naziv put AVNOJ-a. Kroz polje je prolazio i stari rimski put koji je polazio iz Solina, preko Knina i Bosanskog Grahova i vodio za dolinu Une i na kraju do Siska. U Bjelajskom polju ima i tragova prapovijesnih naselja. Naseljavali su ga Iliri i njihovo pleme Deuri
Današnja naselja su razbijenog tipa. 